# Luapula
Luapula (anglicky Luapula River) je řeka v Zambii a Demokratické republice Kongo. Celý tok od pramenů řeky Chambeshi až k ústí řeky Luvua do Lualaby je 1500 km dlouhý. Někdy je označovaná za část horního toku řeky Kongo.

## Průběh toku
Odtéká z jezera Bangweulu. Ústí do jezera Mweru. Na řece se nacházejí peřeje.

## Vodní režim
Maximální průtok má v období dešťů od listopadu do března až dubna.

## Využití
Vodní doprava je možná na krátkém úseku nad jezerem Mweru.